# Красний Восток (Петропавловський район)
Красний Восто́к (рос. Красный Восток) — селище у складі Петропавловського району Алтайського краю, Росія. Входить до складу Зеленодольської сільської ради.

## Населення
Населення — 26 осіб (2010; 65 у 2002).
Національний склад (станом на 2002 рік):
- росіяни — 89 %